# Andriej Czen Ir Son
Andriej Buirowicz Czen Ir Son, ros. Андрей Буирович Чен Ир Сон (ur. 6 sierpnia 1921, Kirgiska ASRR, zm. 25 lutego 1984 w Ałmaty, Kazachska SRR) – radziecki piłkarz pochodzenia koreańskiego, grający na pozycji napastnika, trener piłkarski.

## Kariera piłkarska

### Kariera klubowa
W 1946 rozpoczął karierę piłkarską w klubie Dinamo Ałmaty. W następnym roku przeszedł do Spartaka Ałmaty, ale po zakończeniu sezonu powrócił do Dinama. W 1954 został zaproszony do Łokomotiwu Ałmaty, który potem zmienił nazwę na Urożaj. W 1955 zakończył karierę piłkarza.

## Kariera trenerska
Po zakończeniu kariery piłkarza rozpoczął pracę szkoleniowca. W 1957 obejmował stanowisko dyrektora technicznego Kajratu Ałmaty. W końcu lat 50. XX wieku pracował jako trener i konsultant z reprezentacjami KRLD. W 1959 roku stał na czele reprezentacji Pjongjangu, z którą występował w ZSRR. Trenerem KRLD na Mistrzostwach Świata w 1966 roku, która sensacyjnie awansowała do ćwierćfinału był Myung Rye-hyun - były asystent Czen Ir Son.
W latach 1965–1967 prowadził uzbecki Politotdieł Jangibazar. W 1968 stał na czele klubu Wostok Ust-Kamienogorsk. W roku 1969 został mianowany na stanowisko głównego trenera Kajratu Ałmaty. W 1974 do lipca prowadził Dinamo Celinograd. Potem pracował jako wykładowca w Kazachskim Uniwersytecie Państwowym.

## Sukcesy i odznaczenia

### Sukcesy trenerskie
Politotdieł Jangibazar
- brązowy medalista Pierwoj ligi ZSRR: 1966

### Odznaczenia
- tytuł Zasłużonego Trenera Uzbeckiej SRR: 1966